# Marx’ Wertformanalyse
Die Wertformanalyse (WFA) ist ein Teil der ökonomischen Theorie von Karl Marx (1818–1883) und analysiert die Art und Weise, wie der Wert der Waren auf einem Markt ausgedrückt werden kann und wie sich diese Wertausdrücke entwickeln. Die letzte deutsche Version und umfangreichste Darstellung liegt in der vierten Auflage von „Das Kapital. Kritik der politischen Ökonomie. Erster Band“ vor. Das von Marx angegebene Ziel der WFA besteht darin, das Geldrätsel zu lösen: „Hier gilt es ... zu leisten, was von der bürgerlichen Ökonomie nicht einmal versucht ward, nämlich die Genesis dieser Geldform nachzuweisen, also die Entwicklung des im Wertverhältnis der Waren enthaltenen Wertausdrucks von seiner einfachsten und unscheinbarsten Gestalt bis zur blendenden Geldform zu verfolgen.“ Umstritten ist nicht nur, ob damit tatsächlich die Herausbildung des Geldes hinsichtlich seiner struktureller Entwicklungsphasen erfasst worden ist, sondern auch, ob Marx diese historische Erklärung überhaupt intendierte.

## Theoretische Voraussetzungen
Die Wertformanalyse hat viele theoretische Voraussetzungen und Aspekte philosophischer, ökonomischer, historischer und begrifflicher Art. Diese Aspekte schlagen sich in der Art und Weise nieder, wie und in welcher Reihenfolge Marx die ökonomischen Sachverhalte darstellt. Weitgehend unumstritten ist, dass das „Kapital“ mit der Analyse der Ware beginnt und dabei sofort auf den Tauschwert stößt. „Dabei zeigte sich, dass die Relation 'ist Tauschwert von' eine Äquivalenzrelation auf der Menge der Warenquanta ist und dass diese Äquivalenzrelation ihre Grundlage in der Wertgleichheit der ausgetauschten Waren findet.“ Schon nach drei Seiten der Marx-Lektüre trifft man im „Kapital“ auf einen Begriff, der in der modernen Ökonomie kaum noch eine Rolle spielt - auf den Begriff des Werts. Er liegt dem Begriff der Wertform zugrunde.

### Der Begriff der Wertform
Marx steht in der Tradition der Arbeitswerttheorie und setzt dementsprechend voraus, dass jede Warenmenge {\displaystyle a,b,...} nicht nur einen mehr oder weniger willkürlich festgesetzten Preis, sondern auch einen davon unterschiedenen (ökonomischen) Wert hat, den er mit {\displaystyle W} bezeichnet (siehe Zitat unten). Seinem Ziel entsprechend, die Genesis des Geldes darzustellen, untersucht Marx am Anfang des „Kapital“ ökonomische Transaktionen, die am Rande entwickelter kapitalistischer Volkswirtschaften stattfinden, nämlich den Tausch zweier Waren (barter). Diese haben zwar keinen Preis, aber einen Wert. „Nehmen wir zwei Waren, etwa einen Rock und 10 Ellen Leinwand. Der erstere habe den zweifachen Wert der letzteren, so daß, wenn 10 Ellen Leinwand = W , der Rock = 2 W.“
Setzt man zur Vereinfachung:
(1) {\displaystyle a={\text{1 Rock}}}
und
(2) {\displaystyle b={\text{10 Ellen Leinwand}}},
so ist der Wert des Rocks in Marx’ Beispiel {\displaystyle W(a)=2W(b)}.
Dabei handelt es sich um eine rein theoretische Darstellung des Werts zweier Waren und ihres Verhältnisses zueinander. Das Problem dieser Darstellung besteht darin, dass die Praktiker - die Tauschen-Wollenden auf einem Markt - erstens keine Werttheoretiker sind und darum auch nicht über die theoretischen Mittel der Darstellung von Werten verfügen, so dass sie zweitens mit den Möglichkeiten auskommen müssen, die ihnen „der Markt“ bietet, mit dem Resultat, dass sie den Wert ihrer Waren völlig anders als der Theoretiker darstellen. Die WFA untersucht, welche Möglichkeiten es innerhalb der Gegebenheiten eines Marktes gibt, den Wert der Waren auszudrücken. Und diese praktische Darstellung des Werts, seine Sichtbarmachung durch und für die Tauschen-Wollenden, nennt Marx „Wertform“ oder „Wertausdruck“.
Eine Wertform ist eine sprachlich vermittelte Struktur im Warenaustausch, die von der WFA aufgegriffen und dahingehend analysiert wird, wie die Akteure den Wert ihrer Produkte kommunizieren. Sie haben Gebrauchswerte produziert, die sie gegen andere Gebrauchswerte tauschen wollen. Aber nicht um jeden Preis; die einzutauschenden Waren sollten mindestens gleichwertig sein. Dazu muss der vermutete Wert der Waren dargestellt werden. Dieses Bedürfnis steht hinter der Notwendigkeit, dass der Wert erscheinen muss. Und er erscheint auf eine ganz spezielle Weise, die durch einen Wertausdruck kurz und bündig kommuniziert wird. Die von einem Wertausdruck dargestellte Struktur ist analytisch von dem sozialen Prozess des Warentausches zu unterscheiden, obwohl sie nur innerhalb dieses Prozesses existiert. „Der Tausch einer Ware ist ein soziales Verhältnis, welches zwei Warenbesitzer, der Besitzer A und der Besitzer B, eingehen, und jeder drückt den Wert seiner Ware in der Ware des andern aus, weil jeder den Wert seiner Ware in Gestalt fremder Ware realisieren will.“ Es sind also mindestens zwei Wertausdrücke im Spiel, wenn zwei Waren gegeneinander getauscht werden sollen, und diese Wertausdrücke werden von der WFA wie mit einer Lupe hervorgehoben. Marx blickt dazu auf den Tauschwert, genauer gesagt, auf das Wertverhältnis: „Das Wertverhältnis zweier Waren liefert ... den einfachsten Wertausdruck für eine Ware.“ „Ein Gegenstand benötigt einen anderen Gegenstand, um zu zeigen, was er wert ist.“ Die Waren für sich genommen zeigen allerdings gar nichts; es sind die Warenbesitzer, die in ihrer Rede den einen Gegenstand benutzen, um den Wert des anderen Gegenstands auszudrücken.

### A) Einfache, einzelne oder zufällige Wertform
Marx’ Formulierung dieser Wertform lautet:
(3) „x Ware A = y Ware B“.
Diese Darstellung ist unzählige Male zitiert worden, wobei sich nur wenige Interpreten (siehe unten!) daran gestört haben, dass es sich hierbei nicht um eine mathematische Gleichung handeln kann (Größen mit verschiedenen Einheiten können nicht gleich sein). Marx präzisiert jedoch sofort, in welchem Sinn diese sogenannte „Gleichung“ gelesen werden soll:
(4) „x Ware A ist y Ware B wert“.
Anhand eines Beispiels:
„20 Ellen Leinwand sind 1 Rock wert.“
Der Unterschied zwischen einem Wertausdruck und einer mathematischen Gleichung besteht des Weiteren darin, dass letztere symmetrisch ist, während ein Wertausdruck asymmetrisch ist, das heißt, er verändert seinen Sinn, wenn die Waren ihre Positionen wechseln. Durch die Änderung der Position wird der Wert des Rockes (y Ware B) und nicht der Wert der Leinwand (x Ware A) ausgedrückt:
(5) „y Ware B ist z Ware A wert“.
Die Umkehrung des Wertausdruckes impliziert die Möglichkeit, dass die Wertverhältnisse von den Warenbesitzern unterschiedlich einschätzt werden. Das wird von Marx nicht erwähnt, da er im gesamten „Kapital“ - bis auf wenige Stellen - einen wertgleichen Tausch unterstellt. Exakt formuliert lautet diese Bedingung: Ist {\displaystyle a={\text{x Ware A}}} und {\displaystyle b={\text{y Ware b}}}, so soll
(6) {\displaystyle W(a)=W(b)}
gelten. Unter dieser Voraussetzung lautet Marx’ alternativer Wertausdruck:
(7) „y Ware B ist x Ware A wert.“
„1 Rock sind 20 Ellen Leinwand wert.“
(3) und (7) sind die beiden Wertausdrücke, die in einem Tausch wertgleicher Waren {\displaystyle a} und {\displaystyle b} vorkommen.

#### Polarität des Wertausdruckes
Der Wertausdruck spiegelt ein asymmetrisches Verhältnis wider. Das bedeutet: (a) Die beiden Waren spielen in diesem Verhältnis eine andere Rolle, als außerhalb desselben. (b) Die Warenmenge, die im Satzsubjekt angesprochen wird, steht nach Marx in relativer Wertform und spielt eine passive Rolle: ihr Wert wird ausgedrückt. (c) Die Warenmenge, die im Prädikat des Satzes genannt wird, steht nach Marx in Äquivalentform und spielt eine aktive Rolle: sie drückt den Wert der anderen Ware aus. - Die Ausführlichkeit, mit der Marx die Polarität der einfachen Wertform analysiert, kontrastiert ein wenig mit der Flüchtigkeit dieser Wertform auf einem Markt. Damit gilt auch für die unterschiedlichen Rollen „relative Wertform“ und „Äquivalentform“: „In der Wirklichkeit kommen diese Bestimmungen, diese Formunterschiede eben nur flüchtig, momentan vor, rasch vergehend.“
Fragt man, womit die in Äquivalentform stehende Ware den Wert der in relativer Wertform stehenden Ware ausdrückt, so lautet die Antwort: durch ihre Gebrauchswertmenge. Das ist offenbar die Möglichkeit, den Wert einer Ware darzustellen, die auf jedem Markt gegeben ist.

#### Alternative Formulierungen der einfachen Wertform
Wolfgang Fritz Haug merkt an, dass die Marx’schen Wertausdrücke wegen ihrer Asymmetrie keinesfalls als mathematische Gleichungen gelesen werden dürfen. Er sieht jedoch keine Möglichkeit, wie man sie mathematisch korrekt formulieren könnte. Das verführt ihn dazu, die Wertausdrücke provisorisch als „Un/Gleichungen“ zu bezeichnen, womit die Darstellung jedoch nicht klarer wird, da der Tausch ja nur zustande kommt, wenn den beiden zu tauschenden Waren etwas Gleiches zugrunde liegt.
Ein anderer, formal-logischer Ausdruck der behaupteten Wertgleichheit zweier Waren ist von Peter Ruben vorgeschlagen worden.
(8) {\displaystyle \quad {\text{x Ware A }}{\stackrel {\mathrm {Wert} }{=}}{\text{ y Ware B}}}
Diese Formulierung soll heißen, dass die Waren zwar nicht gleich sind (auch nicht in den Augen der Warenbesitzer, schließlich handelt sich um qualitativ und quantitativ verschiedene Warenmengen), aber sie stimmen in einem Merkmal {\displaystyle W} überein. Allerdings ist jene Äquivalenzrelation symmetrisch, so dass Ruben zusätzliche Einschränkungen machen muss. Um die Asymmetrie der einfachen Wertform zu berücksichtigen, interpretiert Ruben diese Äquivalenzrelation „im Sinne der gewöhnlichen grammatischen Satzauffassung, also der bekannten Subjekt-Prädikat-Gliederung des einfachen sprachlichen Ausdrucks.“
Aus mathematischer Sicht handelt es sich bei einem Wertausdruck um eine Zuordnung einer Warenmenge zu einer qualitativ und quantitativ verschiedenen Warenmenge unter der impliziten Bedingung, dass ihre Wertgleichheit angenommen wird (siehe Gleichung 6). Der Wertausdruck ist demnach eine Funktion.
Zur Darstellung der Funktion, die der Wertform entspricht, legen wir die Variablen neu fest, so dass sie mit Marx’ Beispielen konform gehen: Es sei {\displaystyle a} eine bestimmte Menge Leinwand, zum Beispiel {\displaystyle a={\text{20 Ellen Leinwand}}}, und {\displaystyle b} eine bestimmte Menge vom Schneider gefertigter Röcke, hier also {\displaystyle b={\text{1 Rock}}}; dann ist die mathematische Funktion
{\displaystyle b(a)} (lies: der {\displaystyle b}-Wert von {\displaystyle a})
eine einfache, asymmetrische und mathematisch korrekte Darstellung des Rockwerts der Leinwand, wie er auf einem Markt vorkommen kann.

#### Übergang in eine komplexere Wertform
Marx sieht das „Unzulängliche der einfachen Wertform“ darin, dass der Wert einer Ware nur „zu irgendeiner einzelnen von ihr selbst verschiedenen Warenart“ ausgedrückt wird, „statt ihre qualitative Gleichheit und quantitative Proportionalität mit allen andren Waren darzustellen.“

### B) Totale oder entfaltete Wertform
Marx’ Formulierung lautet:
```
"z Ware A = u Ware B oder  = v Ware C oder = w Ware D oder = x Ware E oder = etc.
(20 Ellen Leinwand = 1 Rock oder = 10 Pfd. Tee oder = 40 Pfd. Kaffee oder = 1 Quarter Weizen oder = 2 Unzen Gold oder = 1/2 Tonne Eisen oder = etc.)"
```

Mathematisch exakt und übersichtlicher notiert lautet die entfaltete Wertform der Ware {\displaystyle a} (der Leinwand):
(9) {\displaystyle \quad b(a);c(a);d(a);...}
Es wird vorausgesetzt, dass die im Wertausdruck auftretenden Waren wertgleich sind. Marx resümiert:
„Der Wert einer Ware, der Leinwand z. B. ist jetzt ausgedrückt in zahllosen andren Elementen der Warenwelt. Jeder andre Warenkörper wird zum Spiegel des Leinwandwerts.“

### C) Allgemeine Wertform
„Wenn ein Mann seine Leinwand mit vielen andren Waren austauscht und daher ihren Wert in einer Reihe von andren Waren ausdrückt, so müssen notwendig auch die vielen andren Warenbesitzer ihre Waren mit Leinwand austauschen und daher die Werte ihrer verschiednen Waren in derselben dritten Ware ausdrücken, in Leinwand.“
Marx notiert diese Wertform anhand seines oben bereits verwendeten Beispiels:
{\displaystyle \left.{\begin{matrix}1&{\mbox{Rock}}\\10&{\mbox{Pfd. Tee}}\\40&{\mbox{Pfd. Kaffee}}\\1&{\mbox{Qrtr. Weizen}}\\2&{\mbox{Unzen Gold}}\\1/2&{\mbox{Tonne Eisen}}\\x&{\mbox{Ware A}}\\usw.&{\mbox{Ware}}\\\end{matrix}}\right\rbrace =20{\mbox{ Ellen Leinwand}}}
Die allgemeine Form der allgemeinen Wertform lautet:
(10) {\displaystyle \quad a(b),a(c),a(d),...}.
Es handelt sich um den Leinwandwert des Rockes {\displaystyle b} und der anderen Waren Tee, Kaffee etc.

### D) Geldform
Die Geldform ist die vierte Wertform. An die Stelle eines flüchtig auftretenden allgemeinen Äquivalents tritt Gold oder ein anderes Edelmetall, dessen natürliche Eigenschaften besonders gut geeignet sind, um eine Quantität wie den Wert darzustellen (Homogenität, Teilbarkeit und Zusammensetzbarkeit). - So weit Marx’ inhaltliche Erklärung der Entstehung des Geldes aus dem schlichten Austausch von Waren.

## Die Methode der WFA
Die WFA ist für viele Studien der von Marx angewandten Methode das exemplarische Beispiel für die Anwendung der dialektischen Methode auf der Grundlage einer materialistischen Weltanschauung. Diese Methode umfasst verschiedene Aspekte: die Widerspruchsanalyse, Analyse und Synthese, das Aufsteigen vom Abstrakten zum Konkreten, die Einheit von Logischem und Historischen, das Oszillieren zwischen Theorie und Empirie, die Übereinstimmung von Form und Inhalt - um nur die wichtigsten zu nennen.

### Das Problem des Anfangs
Man könnte den für jeden überprüfbaren Fakt, dass Marx in seinem ökonomischen Hauptwerk mit der Analyse der Ware beginnt, als „unstrittig“ bezeichnen, doch auch dazu gibt es abweichende Interpretationen. Dabei muss bedacht werden, dass Marx erst in einem längeren Forschungsprozess erkannt hat, dass dies der richtige Anfangspunkt zur Darstellung des kapitalistischen Produktionsprozesses ist. Dahinter steht die Idee einer systematischen Darstellung all' der ökonomischen Kategorien, die erforderlich sind, um Struktur und Funktion der kapitalistischen Gesellschaftsformation zu verstehen. Diese systematische Darstellung wird durch Marx’ dialektische Methode erzeugt, die in einem langen Forschungsprozess entwickelt worden ist. Dabei handelt es sich um eine komplexe Methode, die unter verschiedenen Aspekten betrachtet werden kann. Wie das Problem des Anfangs gelöst worden ist, folgt aus den Imperativen der dialektischen Methode, die zunächst dargestellt werden sollen.

### Das Aufsteigen vom Abstrakten zum Konkreten
In der Forschung wird der komplexe Gegenstand der wissenschaftlichen Erkenntnis zunächst in seine Bestandteile zerlegt („analysiert“). Dabei wird eine Reihe von einfachen Verhältnissen herausgearbeitet und kategorial fixiert, ohne die das komplexe Ganze nicht verstanden werden kann. Diese Arbeit ist zum großen Teil bereits von Marx’ Vorgängern geleistet worden: „Die Ökonomen des 17. Jahrhunderts z. B. fangen immer mit dem lebendigen Ganzen, der Bevölkerung, der Nation, Staat, mehren Staaten etc. an; sie enden aber immer damit, daß sie durch Analyse einige bestimmende abstrakte, allgemeine Beziehungen, wie Teilung der Arbeit, Geld, Wert etc. herausfinden. Sobald diese einzelnen Momente mehr oder weniger fixiert und abstrahiert waren, begannen die ökonomischen Systeme, die von dem Einfachen, wie Arbeit, Teilung der Arbeit, Bedürfnis, Tauschwert aufstiegen bis zum Staat, Austausch der Nationen, und Weltmarkt. Das letztre ist offenbar die wissenschaftlich richtige Methode.“ Unter den Abstrakta ist eine solche Reihenfolge herzustellen, dass die Erklärung einer jeweils späteren Kategorie auf die Erklärung der früheren Kategorie zurückgreifen kann. Das ist der logische Aspekt der dialektischen Methode: „Es muss vom Element, dem kleinsten Ganzen, in Richtung auf die Verbindungen, die aus dem Element Zusammengesetzten, gegangen werden.“ Das konkrete Ganze, dass auf diese Weise dargestellt und erklärt werden soll, ist sowohl im Forschungsprozesses als auch bei der Darstellung stets vorausgesetzt. Beispiele sind: der Gebrauchswert und der Wert, die konstitutive Elemente der Ware sind; zwei qualitativ verschiedene Waren, die den gleichen Wert haben, und in der Wertform den Wert der jeweils anderen Ware ausdrücken; das Geld und die Ware, die unterschiedliche Zirkulationsformen möglich machen (W-G-W und G-W-G'), von denen die letztere schließlich zum Kapital führt.

### Die Einheit von Logischem und Historischem
Das rein gedankliche, deduktive Zusammenfügen der Kategorien und ihrer Erklärungen auf dem Hintergrund des in der Vorstellung präsenten „Realen und Konkreten“ erweckt den Eindruck, als ob der Gegenstand der Erkenntnis ein sich differenzierendes, sich entwickelndes Objekt wäre. Von Hegel wurde klar erkannt, dass diese logische Form der Gedankenbewegung den Anforderungen der Darstellung eines sich historisch entwickelnden Gegenstandes entspricht. Doch er identifizierte fälschlicherweise die Gedankenbewegung mit der realen Entwicklung, während Marx dagegen den materialistischen Standpunkt geltend macht: „...die Methode, vom Abstrakten zum Konkreten aufzusteigen, nur die Art für das Denken ist, sich das Konkrete anzueignen, es als ein geistig Konkretes zu reproduzieren.“ Im Anschluss an diese prinzipielle Kritik an Hegels dialektischer Methode diskutiert Marx, welche kategorialen Zusammenhänge tatsächlich eine historische Entwicklung widerspiegeln und welche nicht. 1857–1858 entscheidet sich Marx dafür, auf die Darstellung der historischen Abfolge der Kategorien zugunsten einer Darstellung der Struktur der modernen bürgerlichen Gesellschaft zu verzichten: „Es wäre also untubar und falsch, die ökonomischen Kategorien in der Folge aufeinanderfolgen zu lassen, in der sie historisch die bestimmenden waren. Vielmehr ist ihre Reihenfolge bestimmt durch die Beziehung, die sie in der modernen bürgerlichen Gesellschaft aufeinander haben, und die genau das umgekehrte von dem ist, was als ihre naturgemäße erscheint oder der Reihe der historischen Entwicklung entspricht.“ Mehr als 10 Jahre später hat Marx jedoch den Vorteil erkannt, der darin besteht, die logische Entwicklung so einzurichten, dass sie der realen Entwicklung der dargestellten Verhältnisse entspricht. In der WFA soll die Ableitung der unterschiedlich komplexen Wertformen nicht nur ihrem funktionalen Platz im System der kapitalistischen Warenproduktion, sondern auch ihrer historischen Entwicklung entsprechen und so die dialektisch-materialistische Erklärung für die Herausbildung des Geldes liefern. Als Forderung an die dialektische Methode formuliert Haug diesen Aspekt so: „Es muss vom genetisch Ersten zum jeweils Späteren, vom Unentwickelten zum jeweils Entwickelteren gegangen werden unter Aufdeckung des Entwicklungsgesetzes...“ Dabei geht es nicht darum, die historische Entwicklung in allen Einzelheiten nachzuvollziehen, sondern die zeitliche Abfolge der Herausbildung von grundlegenden ökonomischen Strukturen nachzuzeichnen.

### Aspekte der logischen Ableitung
Die logische Ableitung folgt in groben Zügen den drei Grundgesetzen der Dialektik:

#### Der dialektische Widerspruch
Quelle und Triebkraft der Entwicklung ist der Widerspruch. Darunter sind gegensätzlich gerichtete Tendenzen zu verstehen, denen ein Ding unterliegt. Im Fall der WFA sind es die Mängel der jeweiligen Wertform, die im Interesse eines reibungslosen Funktionieren des gesellschaftlichen Stoffwechselprozesses überwunden werden müssen und überwunden worden sind. Aufgabe der dialektischen Methode ist es, diesen Prozess der Lösung der auftretenden Widersprüche nachzuvollziehen.

#### Quantität und Qualität
Die einzelne Wertform {\displaystyle b(a)} - z. B. der Rockwert der Leinwand - ist nur für den Austausch von Leinwand {\displaystyle a} gegen Röcke {\displaystyle b} geeignet. Ihr Mangel besteht somit in der Begrenztheit auf einen bestimmten Austauschprozess. Durch Ausweitung der Tauschprozesse geht die einfache Wertform von selbst in die totale Wertform über: der Wert der Leinwand wird nun universell ausgedrückt: {\displaystyle b(a);c(a);d(a);...}. Die Anhäufung von einzelnen Wertformen hat den Rahmen einer einfachen Wertform gesprengt: Quantität ist in eine neue Qualität umgeschlagen. Die einfache Wertform ist durch die totale Wertform negiert worden (1. Negation).

#### Negation der Negation
Die totale Wertform hat den Mangel, schier unendlich viele Vergleiche zu umfassen, nur um den Wert einer einzigen Ware universell auszudrücken. Dasselbe Schema wiederholt sich bei jeder Ware. Steht jedoch eine Ware im Mittelpunkt des Handels (im antiken Griechenland z. B. das Rind), so kann der Tauschwert zweier Waren ermittelt werden, indem man beide auf ihren Rinderwert bezieht. - In Marx Beispiel spielt die Leinwand die Rolle des allgemeinen Äquivalents: {\displaystyle a(b),a(c),a(d),...}. Die qualitative Veränderung (Darstellung des Werts in einer häufig gehandelten Ware) hat zu einer Reduktion der zur Wertschätzung notwendigen Vergleiche geführt. Die allgemeine Wertform ist die Negation der totalen Wertform und diese war eine Negation der einfachen Wertform. Die Negation der Negation hat die Einfachheit der Wertform wiederhergestellt, aber ihre Begrenztheit überwunden.

### Einheit von Theorie und Empirie
Theorie und Empirie stellen verschiedene Ebenen des wissenschaftlichen Erkenntnisprozesses dar. Die Lösung eines Widerspruchs kann theoretisch mit hoher Plausibilität abgeleitet werden, ohne dass eine solche Lösung in der realen Welt jemals stattgefunden hat. Eine solche nur logische Lösung ist vom Standpunkt einer an der Praxis orientierten wissenschaftlichen Darstellung eines existierenden Objekts irrelevant. Deshalb zieht Marx auf jeder Stufe der logischen Rekonstruktion des Gegenstands die ihm verfügbare Empirie heran, um zu sehen, ob und wie die Logik mit der realen Entwicklung übereinstimmt. Das hat Philosophen, die Hegels „emphatische Dialektik“ für das Vorbild der Marxschen Dialektik halten, dazu verführt, logische Brüche in Marx’ Darstellung zu diagnostizieren.

### Kritikbegriff
Die logische Form der WFA ist das konstitutive Element des Kritik-Begriffs. Nach einer ausführlichen Erörterung, was „Kritik“ bei Marx alles nicht heißt, resümiert Haug: „Kritik der politischen Ökonomie heißt also Ableitung und Entwicklung der ökonomischen Formen und Wirkungszusammenhänge der bürgerlichen Gesellschaft.“
Nachdem nun einige Aspekte der dialektischen Methode dargestellt worden sind, kann die Lösung des Anfangsproblems wie folgt skizziert werden: Die Ausgangskategorie muss „das übergreifende Element sein, das den Untersuchungsgegenstand als System mit anderen Systemen verbindet, aber innerhalb des Systems auf keine andere Erscheinung zurückzuführen ist“. Sie repräsentiert „in diesem System die allgemeinste Erscheinung. Als die 'Zelle' des Untersuchungsgegenstands muss sie schrittweise als Ganzes entwickelbar sein und muss in sich den Keim der Widersprüche enthalten [...] Sie muß die schrittweise Reproduktion des Konkreten im Denken ermöglichen.“
Haug geht noch einen Schritt weiter. Demnach muss der Anfangspunkt das einfachste Verhältnis sein, aus dem alle anderen logisch abgeleitet werden können, das historisch erste sein, aus dem die grundlegenden Strukturen der kapitalistischen Warenproduktion entsprungen sind, den grundlegenden Widerspruch jeglicher Warenproduktion enthalten und ein theoretisch gut fassbares empirisches Phänomen darstellen, das allen Lesern und Leserinnen bekannt ist.

## Der zentrale Streitpunkt
Unter den Marx-Interpreten herrscht Einigkeit, dass die WFA als Teil der ökonomischen Theorie von Marx Strukturen und Funktionen der kapitalistischen warenproduzierenden Gesellschaft darstellt. Der dominante Streitpunkt besteht in der Frage, ob die WFA außerdem die wesentlichen Etappen und Phasen der Entwicklung des Tauschhandels – also die Vorgeschichte des modernen Kapitals – darstellen soll (Marx’ Intention) und ob sie das leistet (ob die WFA wahr ist). Die Spaltung der Marx-Anhänger über diese Frage rechtfertigt es, nochmals auf das Prinzip der Einheit von Logischem und Historischem zurückzukommen.

### Ein Widerspruch zwischen Marx und Engels?
Friedrich Engels bemerkte, dass die im ersten Band des „Kapital“ behandelte Ware „für die ganze Periode der einfachen Warenproduktion, also bis zur Zeit, wo diese durch den Eintritt der kapitalistischen Produktionsform eine Modifikation erfährt“, vorliegt. Dagegen kann man im „Kapital“ lesen, dass Marx die kapitalistisch produzierte Ware im Blick hat: „Der Reichtum der Gesellschaften, in welchen kapitalistische Produktionsweise herrscht, erscheint als eine 'ungeheure Warensammlung', die einzelne Ware als seine Elementarform.“
Die Marx-Interpretationen können in diesem Zusammenhang in zwei Gruppen eingeteilt werden: Die eine Gruppe glaubt, dass sich Engels geirrt hat; Marx analysiere die Logik des Kapitals. Zu dieser Gruppe gehören vor allem die Anhänger und Vertreter der sog. Neuen Marx-Lektüre. Die andere Gruppe behauptet, dass Marx’ WFA sowohl für die einfache, als auch für die kapitalistische Warenproduktion gelte. „Beim Übergang von der [...] einfachen zur spezifisch kapitalistischen Ausprägung der Warenproduktion zerfällt die erste nicht. Sie bleibt mit veränderter Bedeutung erhalten, wird modifiziert, weiterentwickelt, durch Neues angereichert.“ Theoretisch wäre eine dritte Gruppe denkbar, die allein auf der historischen Interpretation besteht; doch diese scheint es nicht zu geben.

### Marx’ eigene historische Einordnungen (Auswahl)
Hat Marx die historische Interpretation der Entwicklung tatsächlich intendiert? Darüber geben folgende Belege Auskunft:
Marx schreibt, dass „der Geldkristall … ein notwendiges Produkt des Austauschprozesse (ist)“ und „die historische Ausweitung und Vertiefung des Austausches … den in der Warennatur schlummernden Gegensatz von Gebrauchswert und Wert (entwickelt). Das Bedürfnis, diesen Gegensatz für den Verkehr äußerlich darzustellen, treibt zu einer selbständigen Form des Warenwerts und ruht und rastet nicht, bis sie endgültig erzielt ist durch die Verdopplung der Ware in Ware und Geld. In demselben Maße daher, worin sich die Verwandlung der Arbeitsprodukte in Waren, vollzieht sich die Verwandlung von Ware in Geld.“ Ähnlich liest man in „Zur Kritik der Politischen Ökonomie“: „In der Tat erscheint der Austauschprozess von Waren ursprünglich nicht im Schoß der naturwüchsigen Gemeinwesen, sondern da, wo sie aufhören, an ihren Grenzen, den wenigen Punkten, wo sie in Kontakt mit anderen Gemeinwesen treten. Hier beginnt der Tauschhandel und schlägt von da ins Innere des Gemeinwesens zurück, auf das er zersetzend wirkt (…) Die allmähliche Erweiterung des Tauschhandels, Vermehrung der Austausche und Vervielfältigung der in den Tauschhandel kommenden Waren, entwickelt daher die Ware als Tauschwert, drängt zur Geldbildung und wirkt damit auflösend auf den unmittelbaren Tauschhandel.“ Insbesondere beabsichtigt Marx mit der WFA zu „leisten, was von der bürgerlichen Ökonomie nicht einmal versucht ward, nämlich die Genesis dieser Geldform nachzuweisen, also die Entwicklung des im Wertverhältnisses der Waren enthaltenen Wertausdrucks von seiner einfachsten unscheinbarsten Gestalt bis zur blendenden Geldform verfolgen. Damit verschwindet zugleich das Geldrätsel.“
Zur einfachen Wertform (Beispiel Rockwert der Leinwand, {\displaystyle b(a)}) merkt Marx an: „Diese Form kommt offenbar praktisch nur vor in den ersten Anfängen, wo Arbeitsprodukte durch zufälligen und gelegentlichen Austausch in Waren verwandelt werden.“ Marx schließt bei dieser historischen Einlassung die Existenz vieler solcher einfachen Wertformen ein, reflektiert also faktisch schon den Übergang zur entfalteten, totalen Wertform. - Die totale Wertform wird von Marx so kommentiert: „Die entfaltete Wertform kommt zuerst tatsächlich vor, sobald ein Arbeitsprodukt, Vieh z. B., nicht mehr ausnahmsweise, sondern schon gewohnheitsmäßig mit verschiednen andren Waren ausgetauscht wird.“ Diese Charakteristik trifft genau genommen für den Übergang zur allgemeinen Wertform zu. Marx setzt im nächsten Satz dann auch mit dieser Wertform fort: „Die neugewonnene Form drückt die Werte der Warenwelt in einer und derselben von ihr abgesonderten Warenart aus, z. B. in Leinwand, und stellt so die Werte aller Waren dar durch ihre Gleichheit mit Leinwand.“ Als Beleg für die von Marx intendierte historische Existenz der totalen Wertform kann auch sein Hinweis auf Homer dienen. Da es in der Odyssee keinen einzigen Text gibt, der auf eine Wertform hinweist, kann es sich nur um die Illias handeln. Eine Analyse dieses Homerschen Werkes deckt mindestens 7 Wertausdrücke auf. Hier das Resümee: „Die eindeutige Dominanz des Farren als Wertausdruck belegt..., dass sich das (männliche) Rind als allgemeines Äquivalent bereits herausgebildet hatte, und zwar inmitten eines mannigfaltigen Warenangebots. Der Markt befindet sich zur Zeit des Trojanischen Krieges eher auf der Stufe einer allgemeinen Wertform C als auf der Stufe der entfalteten Wertform B, die Marx annimmt.“
Hinweise zur Herausbildung des Geldes findet man ebenfalls im „Kapital“: Die „...allgemeine Äquivalentform entsteht und vergeht mit dem augenblicklichen Kontakt, der sie ins Leben rief. Abwechselnd und flüchtig kommt sie dieser oder jener Ware zu. Mit der Entwicklung des Warenaustausches heftet sie sich aber ausschließlich fest an besondere Warenarten oder kristallisiert zur Geldform. An welcher Warenart sie kleben bleibt, ist zunächst zufällig.“ Abgesehen von begünstigenden Bedingungen, die historisch ein Äquivalent hervorgebracht haben (z. B. das Vieh), „geht die Geldform auf Waren über, die von Natur zur gesellschaftlichen Funktion eines allgemeinen Äquivalents taugen, auf die edlen Metalle.“ Gemeint sind Eigenschaften, die unterschiedliche Wertquanta ausdrücken können: Homogenität, Teilbarkeit und Zusammensetzbarkeit des Materials. (Vgl. auch Marx’ Geldtheorie)

### Stellungnahmen Dritter zum historische Aspekt der WFA

#### Pro
Jindrich Zelený: „Da der Warenaustausch nur ein untergeordnetes Moment einer ökonomischen Totalität ist, sind seine Schicksale vor allem durch die Entwicklungsgesetzmäßigkeiten dieser Totalität bestimmt. Wenn das Wirken dieser Gesetzmäßigkeiten günstige Bedingungen für die Ausdehnung und Entwicklung des Warenaustausches schafft, dann sind die grundlegenden Existenzformen dieser Erweiterung und Entwicklung bestimmt durch den der Warenform innerlich immanenten Charakter, das heißt ihrer Gegensätzlichkeit und Widersprüchlichkeit“.
Wolfgang Fritz Haugs Sicht auf die WFA wurde bereits mehrfach zitiert. Gegen Ende seiner Darstellung schreibt er: „Es galt das Prinzipielle dieser Entwicklungslehre und ihren Zusammenhang mit der Formanalyse herauszuarbeiten.“ Bemerkenswert ist hier, dass die Theorie und Methode der materialistischen Dialektik - und nichts anderes ist unter der Marxschen Entwicklungslehre zu verstehen - exemplarisch an der WFA festgemacht wird. Marx getrennte Darstellung der Entwicklung der Wertformen vom seiner Darstellung des Austauschprozesses könnte den Eindruck erwecken, dass irgendwelche idealisierten Strukturen die gesellschaftliche Entwicklung vorantreiben. Haug betont: „Letztlich ist es das Lebensinteresse von Menschen, was die Entwicklung antreibt, näher die Entwicklung der Arbeitsproduktivität. In dem Maße, in dem Menschen anfingen, wirklich auf Tausch angewiesen zu sein, und das heißt, wenn sie nur leben konnten - oder zumindest viel besser leben konnten -, wenn es ihnen gelang, den sozialen Stoffwechsel in Tauschform zu vollziehen, musste hinter solchen 'Wertformen' ein ungeheurer Druck entstehen.“
Auf der Grundlage der ethnografischen und wirtschaftsgeschichtlichen Literatur versucht Klaus Müller, den historischen Prozess der Entwicklung der Wertformen darzustellen und Marx’ logische Darstellung im 1. Kapitel des „Kapitals“ durch eine konkret-empirische Analyse zu ergänzen. In der Jungsteinzeit (Neolithikum), d. h. von 10 000 bis 2 000 v. u. Z. hätten sich erste Elemente einer Warenproduktion aus dem Produktentausch entwickelt, begleitet von der Durchsetzung der allgemeinen Wertform. Die einfache Warenproduktion und erste Kapitalelemente folgten. Ab etwa 2 500 v. u. Z. habe sich die Geldform durchgesetzt.
Georg Quaas, der die Wertausdrücke in Homers „Ilias“ untersucht, kommt zu dem Ergebnis, dass „die eindeutige Dominanz des Farren als Wertausdruck belegt ..., dass sich das (männliche) Rind als allgemeines Äquivalent bereits herausgebildet hatte, und zwar inmitten eines mannigfaltigen Warenangebotes.“ Der Markt befinde sich zur Zeit des Trojanischen Krieges eher auf der Stufe einer allgemeinen Wertform C als auf der Stufe der entfalteten Wertform B, die Marx annimmt. Damit widerspricht er dem Statement von Bertram Schefold, der „in den Epen [des Homer] keine Ware zu entdecken [vermag], die einheitlich die Geldfunktion ausübte, trotz der Bevorzugung der Rinder als Wertmaßstab.“
Ein weiteres Argument liefert Holger Wendt: „Dem Mythos, die Wertformanalyse hätte allein die bereits entwickelte kapitalistische Warenproduktion zum Gegenstand, widerspricht die Tatsache, dass Marx sie in allen veröffentlichten Fassungen ausdrücklich auf vorkapitalistische Verhältnisse bezieht.“

#### Contra
Hier einige Beispiele für die Gegenposition zur historischen Interpretation:
„Dass sich die Marxsche Dialektik durch eine Einheit von logisch-begrifflicher und historischer Analyse auszeichne, wird auch in vielen neueren Arbeiten vertreten (Zeleny 1962, S. 75ff., Reichelt 1970, S. 136, Mandel 1972, S. 11ff), wobei aber der Stellenwert dieser Einheit unterschiedlich bewertet wird. Zentral ist sie für Klaus Holzkamp (1974)... Ob diese Interpretation des Marxschen Verfahrens zutrifft, lässt sich nur durch eine Untersuchung des Textes in Das Kapital selbst klären. Dem erklärten Selbstverständnis von Marx steht es jedenfalls entgegen.“ Dabei beruft sich Michael Heinrich auf die „Grundrisse“ in dem Zusammenhang, der oben zitiert worden ist: „Es wäre also untubar und falsch...“
Außerdem behauptet Heinrich, die Einfügung der Geldform in die Wertformanalyse sei „nicht nur ein Bruch in der dialektischen Darstellung. Marx verwischt damit zugleich den begrifflichen Unterschied zwischen der Formanalyse der Ware und der Untersuchung des Austauschprozesses“. „Ganz im Gegenteil“, entgegnet Dieter Wolf, „wenn eine Ware, die allgemeines Äquivalent ist, erst durch einen historischen Vorgang zu Geld wird, dann muss die Geldform eingefügt ... werden.“
Hans-Georg Backhaus sagt, in der Wertformanalyse ginge es Marx nicht um den historischen Vorgang der Geldentstehung bzw. „um die Lösung irgendwelcher >Geldrätsel<, sondern um sehr genau bestimmte Aporien der traditionellen Geldtheorie“, also um unlösbare theoretische Probleme. Es sei nicht einzusehen, „dass die [...] logische Entwicklung des Geldes irgendetwas mit einem wirklichen Vorgang zu tun haben könnte, der sich zu irgendeiner Zeit wirklich zugetragen hat [...] Marx meidet [...] jede Berührung mit der Wirklichkeit.“
Michael Berger behauptet - übrigens ohne sich auf diffizile Begründungen einzulassen: „Das Geld als allgemeine Äquivalentform kann aus der einfachen Wertform nur deshalb begrifflich entwickelt werden, weil es der einfachen Wertform schon vorausgesetzt ist. Die einfache Wertform x Ware A = y Ware B ist eine Abstraktion aus der historisch voll entwickelten kapitalistischen Warenwirtschaft und kann nur deshalb Ausgangspunkt der Untersuchung sein. Die Wertformanalyse untersucht keinen historischen Prozess, sondern die Struktur des Systems.“
Ein Großkaliber unter den Kapital-Lesern ist sicherlich Louis Althusser. Er schreibt: Bereits Spinoza; habe „darauf hingewiesen, dass das Erkenntnisobjekt [...] an sich absolut vom Realobjekt zu unterscheiden sei [...] Im dritten Kapitel der 'Einleitung von 1857' zu den 'Grundrissen' hat Marx diese Unterscheidung in aller Deutlichkeit wieder aufgenommen... MARX geht noch weiter und zeigt, dass diese Unterscheidung nicht nur für die beiden Objekte, sondern auch für die spezifischen Prozesse ihrer Konstituierung gilt. Danach vollzieht und verwirklicht sich der Entstehungsprozess eines Realobjekts [...] völlig und ausschließlich im Realen [...], der Entstehungsprozess des Erkenntnisobjekts dagegen völlig und ausschließlich in Gedanken, nach einer anderen Gesetzmäßigkeit, in der die gedachten Kategorien, welche die realen Kategorien reproduzieren, nicht denselben Stellenwert haben wie in der Gesetzmäßigkeit der realen geschichtlichen Entwicklung, sondern einen Stellenwert, der ihnen durch die Funktion im Entstehungsprozess des Erkenntnisobjekts zugewiesen wird.“
Die recht umfangreiche, nicht-marxistische geldtheoretische Literatur zeichnet sich in dem hier erörterten Zusammenhang vor allem dadurch aus, dass sie lächelnd und argumentationslos über die WFA hinwegschaut. Hier nur ein Beispiel: Lars Bräutigam liefert in seinem Buch „Geld, Macht und Herrschaft“ eine interdisziplinäre Untersuchung über den theoretischen Umgang mit Geld und seiner funktionalen Abgrenzung. Es werden theoretische Grundlagen für eine vergleichende interkulturelle Geldbetrachtung anhand einer Kritik des gegenwärtigen Gelddiskurses erarbeitet. Zugleich bietet das Buch eine streitbare Theorie über die prinzipiellen Gemeinsamkeiten modernen und primitiven Geldes, die sich der Tendenz entgegenstellt, Geld nur in den Formen anzuerkennen, die es in entwickelten Gesellschaften annimmt. Diese Studie ist ein Beispiel für eine komplett andere Herangehensweise an die Geldtheorie, bei der die Marxsche Erklärung der Entstehung des Geldes komplett ignoriert wird. Zwar wird Marx zweimal zitiert (a) mit der Aussage, dass das Geld im Austausch zwischen Gemeinwesen und nicht in ihnen entstanden ist und (b) indem ihm eine Verwandlung des Geldes vom Maß der Werte in einen Maßstab der Preise unterstellt wird, aber die eigentliche wissenschaftliche Leistung, die die WFA darstellt, bleibt außen vor.

## Konsequenzen der WFA

### Der Fetischcharakter der Ware
Dass die „Gleichheit der menschlichen Arbeiten“ „die sachliche Form der gleichen Wertgegenständlichkeit der Arbeitsprodukte“ erhält, die Menschen also „die gesellschaftlichen Charaktere ihrer eignen Arbeit als gegenständliche Charaktere der Arbeitsprodukte“ widerspiegeln, dass „das bestimmte gesellschaftliche Verhältnis der Menschen“ „die phantasmagorische Form eines Verhältnisses von Dingen annimmt“, bezeichnet Marx als den „Fetischcharakter der Warenwelt“. Die Warenwelt erzeugt die „Illusionen des Monetarsystems“: Man sieht es „dem Gold und Silber nicht an, dass sie als Geld ein gesellschaftliches Produktionsverhältnis darstellen...“

### Analyse des Austauschprozesses
Die Analyse des Austauschprozess erweitert den Blick auf die Warenbesitzer, die ihre Waren als Wert realisieren wollen und ihn dazu ausdrücken müssen: Je nach historischem Reifegrad der Warenproduktion und des Warenaustausches kommen dabei die verschiedenen Wertformen zum Zuge.

### Analyse des Geldes
Nachdem der Zusammenhang zwischen Ware und Geld geklärt ist, geht Marx auf die verschiedenen Funktionen des Geldes ein: Geld ist (a) Maß der Werte, (b) Maßstab der Preise, (c) Zirkulationsmittel, (d) Kauf- und Zahlungsmittel und (e) Mittel der Wertaufbewahrung (siehe Marx’ Geldtheorie). Einige dieser Funktionen können auch durch „Staatspapiergeld mit Zwangskurs“ erfüllt werden, d. h. Marx erwähnt nicht, dass Papiergeld auch ohne Zwangskurs zu Gold (Konvertibilität) zumindest zeitweilig funktioniert, wovon Bagehot berichtet.

### Analyse des Zirkulationsprozesses
Das Geld spaltet den Warenaustausch in die beiden Prozesse Kauf und Verkauf. Damit wird die WFA schrittweise verlassen, die sich auf dem Hintergrund des Warenaustausches abspielt. Mit der Aufspaltung des gesellschaftlichen Stoffwechselprozesses in Kauf und Verkauf ist eine erste Krisenerklärung möglich geworden; die beiden Zirkulationsformen Ware-Geld-Ware und Geld-Ware-Geld eröffnen den Übergang zum eigentlichen Thema des „Kapital“, dem Kapital, als ein sich selbst verwertender Wert: G-W-G' mit G'>G.